# 김태헌
김태헌(金泰憲, 1989년 6월 18일 ~ )은 대한민국의 보이 그룹인 ZE:A의 멤버이다.

## 경력
1989년 6월 18일에 대한민국 광주광역시에서 태어났다. 1996년 아버지가 여의고, 2003년 어머니가 유방암으로 세상을 떠났으며, 친누나와 살고 있다가, 2009년에 Mnet 리얼리티 프로그램 《오피스 리얼리티 - 제국의 아이들》과 《제국의 아이들 리턴즈》에 출연하여 이동식 무대 차량인 윙카로 전국을 순회하는 게릴라 공연을 펼쳤고, 2010년 1월 15일에 9인조 대한민국의 남성 그룹 제국의 아이들의 멤버로 데뷔하였다. 제아4U라는 유닛으로도 활동을 하였다. 2015년 군대 전역이후 친누나가 사라져 친누나와는 이별하게 됐다.
현재는 미몽 양재역점 사장으로 일하고있다. 좌우명은 '배풀면 돌아온다'이다.

## 출연 작품

### TV 드라마
| 연도   | 종류   | 방송사 | 제목          | 역할           | 회차                |
| ------ | ------ | ------ | ------------- | -------------- | ------------------- |
| 2010년 | 드라마 | SBS    | 검사 프린세스 | 클럽 남성 역   | 특별출연 (2회)      |
| 2010년 | 드라마 | MBC    | 글로리아      | 가수 준비생 역 | 특별출연 (11, 14회) |

### 예능
| 연도   | 방송사     | 제목                            | 회차   | 방영일    |
| ------ | ---------- | ------------------------------- | ------ | --------- |
| 2009년 | Mnet       | 오피스 리얼리티 - 제국의 아이들 | 12부작 |           |
| 2009년 | Mnet       | 제국의 아이들 리턴즈            | 6부작  |           |
| 2011년 | MBC every1 | 주간 아이돌                     | 6회    | 8월 27일  |
| 2012년 | Mnet       | 유세윤의 Art Video              | 5회    | 7월 3일   |
| 2012년 | Mnet       | 비틀즈 코드 시즌2               | 25회   | 8월 27일  |
| 2012년 | MBC        | 우리 결혼했어요                 | 133회  | 9월 1일   |
| 2012년 | MBC every1 | 주간 아이돌                     | 65회   | 10월 17일 |